# Elecciones presidenciales de Chipre de 1978
Las elecciones presidenciales de Chipre de 1978 estaban previstas a celebrarse en febrero de 1978. Tras la muerte de Makarios III el 3 de agosto de 1977, poco antes de terminar su mandato constitucional, fue reemplazado por Spyros Kyprianou, del Partido Democrático, que ejercía la Presidencia de la Cámara de Representantes. Inicialmente, estaba previsto que Kyprianou buscaría la presidencia compitiendo con Vassos Lyssaridis, del Movimiento por la Socialdemocracia. Sin embargo, este finalmente decidió no presentar su candidatura el 8 de enero. Como resultado, Kyprianou fue elegido sin oposición para un mandato de cinco años, convirtiéndose oficialmente en presidente constitucional el 26 de enero.